# Augochlora rightmyerae
Augochlora rightmyerae là một loài Hymenoptera trong họ Halictidae. Loài này được Engel mô tả khoa học năm 2000.